# Ерханфрид
Ерханфрид (на немски: Erchanfried, † 1 август 864) е шестият епископ на Регенсбург от 847 до 864 г.

## Биография
Той последва Батурих през 847 г. като на епископ Регенсбург. Ерхфрид е също абат-епископ и ръководител на манастир Санкт Емерам.
След смъртта му през 864 г. епископ на Регенсбург става Ембрихо.